# Hofreisen der Niederländer nach Edo

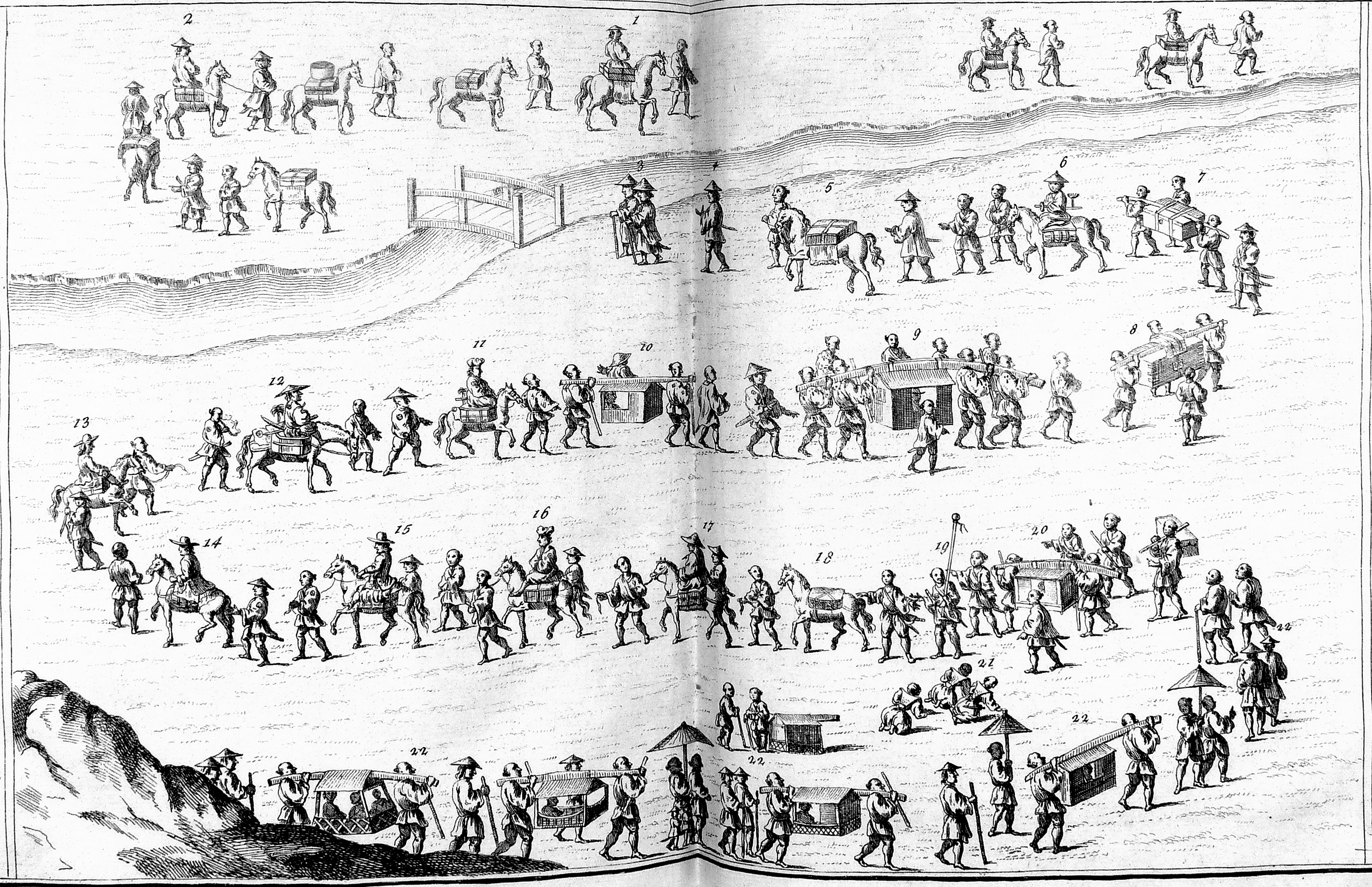
Zug des Faktoreileiters und seiner Entourage auf dem Weg nach Edo. Stich aus Engelbert Kaempfers „The History of Japan“ (1727).

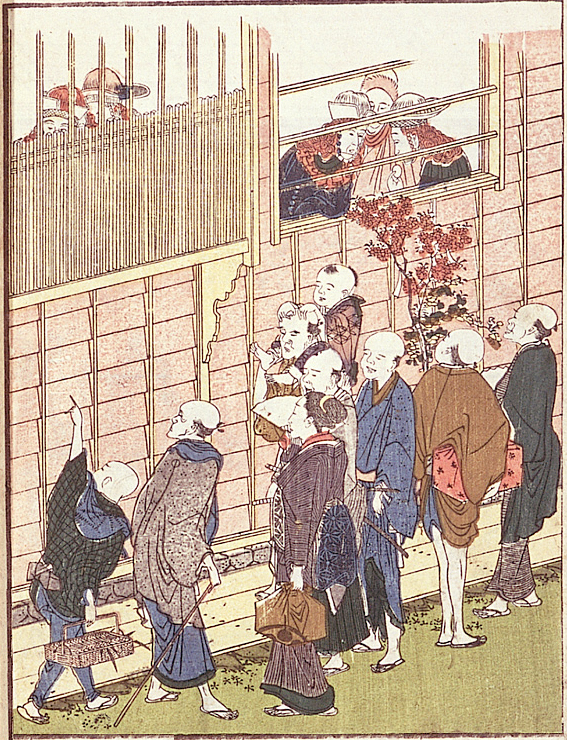
Die Niederländer in ihrer Herberge Nagasaki-ya in Edo (Holzschnitt von Hokusai aus dem Bilderbuch Ehonazuma-asobi, 1802, Bd. 2).

Hofreisen der Niederländer nach Edo (jap. 江戸参府, Edo sampu) waren Reisen, welche die Repräsentanten der Niederländischen Ostindien-Kompanie vom 17. bis zum 19. Jahrhundert unternehmen mussten. Sie spielten eine wichtige Rolle im Selbstverständnis der japanischen Herrscher wie auch bei der Vorbereitung zur raschen Modernisierung Japans nach der Öffnung des Landes.

## Geschichte
Seit der Genehmigung ihrer Handelsaktivitäten in Japan durch den ersten Shōgun der japanischen Tokugawa-Dynastie, Tokugawa Ieyasu, im Jahre 1609 waren die Vertreter der Niederländischen Ostindien-Kompanie (VOC)  verpflichtet, alljährlich nach Edo zu ziehen, um dort in einer Zeremonie im Großen Saal (ōhiroma) des Schlosses ihre Dankbarkeit durch Reverenzerweis zu bezeugen. Um die Autorität des Shōgun zu fundamentieren, hatte man in Edo das sinozentrische Welt- und Selbstbild des chinesischen Hofes auf Japan übertragen. Das Land lag nun im Zentrum der Welt und war von weniger zivilisierten Völkern umgeben. Die Hofreise der Niederländer und die dabei überreichten Geschenke wurden in Anlehnung an das chinesische Tributsystem interpretiert und durch entsprechende Gegengeschenke, meist in Form kostbarer Kimonos (jifuku 時服) entgolten.
Für den Faktoreileiter und seine zwei bis drei Gefährten war dies nach 1641 die einzige Gelegenheit, das Landesinnere zu beobachten. Denn ansonsten waren die Europäer auf ihre kleine Insel Dejima in der Bucht von Nagasaki beschränkt. Zwar handelte es sich nicht um diplomatische Missionen, doch mit der großen Schar japanischer Bediensteter und Beamter des Gouvernements von Nagasaki kam der Aufwand dem japanischer Lehnsherren (Daimyō) gleich, die dem ihnen auferlegten System der „wechselnden Aufwartung“ (sankin kōtai) folgend, in regelmäßigen Abständen zwischen dem jeweiligen Lehnssitz und ihrer zweiten Residenz in Edo pendelten.
Anfänglich segelte man von Nagasaki nach Osaka, doch später pflegte man Kyushu auf dem Landweg zu durchqueren, um von Shimonoseki aus durch die Inlandsee nach Osaka zu segeln. Die letzte Strecke legte man auf dem berühmten „östlichen Seeweg“  (Tōkaidō) zurück. Der Termin war von japanischer Seite so gesetzt, dass man zum japanischen Neujahrsfest Edo erreichte. Als Unterkunft diente eine Nagasaki-Haus (Nagasaki-ya) genannte Herberge im Stadtteil Hongoku (本石町).
Die Geschenke für den Shōgun wurden im Vorfeld der Reverenzerweisung ausgewählt. Auch die Reichsräte (rōjū) gingen nicht leer aus. Sie gaben bei dieser Gelegenheit persönliche Bestellungen auf. Unter den als Geschenk überreichten bzw. auf Bestellung gegen Bezahlung ausgelieferten „Raritäten“ fanden sich exotische Tiere, Gemälde und Schmuck ebenso wie Fernrohre, Mikroskope, Zograskope, teure Brillen, Arzneimittel, Uhren, Messgeräte, Waffen, Bücher, Karten, Globen u. v. a. m. Zugleich mussten die Niederländer schriftliche Berichte (fūsetsu-gaki) über die Ereignisse in der Welt einreichen. Überdies gab es im Vor- und Nachfeld der Reverenzerweisung vielerlei Treffen, so dass die japanische Elite recht gut über die internationale Lage und die technisch-wissenschaftlichen Errungenschaften der Europäer Bescheid wusste.
Wer unter den japanischen Ärzten und Gelehrten über gute Verbindungen verfügte, hatte während des Aufenthaltes der Reisegruppe in Edo Gelegenheit zur Begegnung mit den während der gesamten Reise streng überwachten Europäern. Besonders mit den Vertretern der „Hollandkunde“ (Rangaku) entwickelte sich ein intensiver Austausch. Auch einige Landesherren mit starkem Interesse an westlichen Dingen suchten die Herberge der Niederländer mehr oder minder inoffiziell auf.
Im 17. Jahrhundert lernten die Europäer einige dieser „Hofreisen“ durch das Werk von Arnoldus Montanus kennen. 1727 erschien in Engelbert Kaempfers einflussreicher „History of Japan“ eine detaillierte, mit Karten unterlegte Beschreibung, die den späteren Japan-Autoren wie Carl Peter Thunberg oder Philipp Franz von Siebold zum Vorbild ihrer Berichte diente.
Nach dem Zusammenbruch der Ostindien-Kompanie und ihrer Übernahme durch den Staat 1797 wurden die Hofreisen nur noch alle vier Jahre durchgeführt.